# Adrien Jolivet
Pour les articles homonymes, voir Jollivet et Jolivet.
 (mars 2008).
Adrien Jolivet est un comédien et musicien français, né le 20 décembre 1981 à Suresnes. Il est le fils du réalisateur Pierre Jolivet.

## Biographie
Il est le fils du réalisateur Pierre Jolivet, neveu de l'humoriste Marc Jolivet et petit-fils de la comédienne Arlette Thomas.
Adrien Jolivet est d'abord stagiaire à la mise en scène. Il suit pendant deux ans les cours d’art dramatique Eva St Paul et joue aussi bien au théâtre (Le Grand Vizir de René De Obaldia) qu’à la télévision : L'Amour dangereux ou Trop plein d'amour  (2003) de Steve Suissa. Il a des rôles principaux dans Fragile de Jean-Louis Milesi en 2003, et dans Famille d'accueil (Instinct de vie) de Bruno Bontzolakis en 2005.
Il participe aussi à quelques courts métrages : Le Cas d'O, La Mirador ou encore Bébé requin de Pascal-Alex Vincent, en compétition officielle à Cannes en 2005.
En 2004 il fait ses débuts sur grand écran aux côtés de Marilou Berry dans La Première Fois que j'ai eu 20 ans, de Lorraine Lévy.
C’est avec le film Zim and Co. sorti en 2005 et réalisé par son père Pierre Jolivet, qu’il obtient son premier grand rôle. Guitariste, il compose également la musique de ce film avec Sacha Sieff. Pour ce rôle, Adrien Jolivet est nommé aux Césars dans la catégorie meilleur espoir masculin.
On le retrouve ensuite en 2007, en fils de Catherine Deneuve dans Après lui de Gaël Morel. Il est aussi l’acteur principal de Voleurs de chevaux de Micha Wald. Il y joue un cosaque, frère de Grégoire Leprince-Ringuet.
Il est aussi le leader, chanteur et guitariste du groupe Jolijo. Il se produit de temps en temps en concert.
Il est de nouveau dirigé par son père depuis janvier 2008. Dans La Très Très Grande Entreprise, il tourne avec Roschdy Zem, Jean-Paul Rouve et Marie Gillain.

## Filmographie

### Acteur

#### Cinéma
- 2003 : Le Cas d'O d’Olivier Ciappa (moyen-métrage) : Orient
- 2004 : La Mirador de Lidia Terki (moyen-métrage)
- 2004 : La Première Fois que j'ai eu 20 ans de Lorraine Lévy : David
- 2004 : Bébé requin de Pascal-Alex Vincent (court-métrage) : Nathan
- 2005 : Zim and Co. de Pierre Jolivet : Victor Zimbietrovski, dit Zim
- 2007 : Après lui de Gaël Morel : Mathieu
- 2007 : Le Père de mon père ne s'appelait pas Jimmy Connors de Renaud Guillemet (court-métrage)
- 2007 : Voleurs de chevaux de Micha Wald : Jakub
- 2008 : La Très Très Grande Entreprise de Pierre Jolivet : Kevin
- 2009 : Je vais te manquer d'Amanda Sthers : un agent
- 2009 : L'Armée du crime de Robert Guédiguian : Henri Krasucki
- 2009 : Le jongleur de Peter Foldy (en) Luke
- 2010 : Play 3D de François Reumont et Christophe Turpin
- 2011 : Noir Océan de Marion Hänsel : Moriaty
- 2011 : Les Neiges du Kilimandjaro de Robert Guédiguian : Gilles
- 2012 : Mains armées de Pierre Jolivet : Hector
- 2013 : La Tendresse de Marion Hänsel : Jack
- 2014 : Au fil d'Ariane de Robert Guédiguian : Raphaël
- 2015 : Une histoire de fou de Robert Guédiguian : journaliste français
- 2019 : Victor & Célia de Pierre Jolivet : Ben
- 2019 : Gloria Mundi de Robert Guédiguian : patron entreprise de nettoyage
- 2023 : Les Algues vertes de Pierre Jolivet : Pierre Philippe
- 2023 : Et la fête continue ! de Robert Guédiguian : Gianni
- 2024 : Neuilly-Poissy de Grégory Boutboul : Kévin

#### Télévision
- 2002 : Trop plein d'amour  de Steve Suissa :  Paul
- 2002 : Fragile de Jean-Louis Milesi : Denis
- 2004 : Famille d'accueil de Bruno Bontzolakis dans l'épisode Instinct de vie : Quentin
- 2011 : Borgia de Tom Fontana : Jean Briçonnet (Saison 1, épisode 9)
- 2011 : Quand la guerre sera loin de Olivier Schatzky : Joseph Midavaine
- 2017 : Prêtes à tout de Thierry Petit : Antonin
- 2018 : Deep State (en) : Noah (8 épisodes)

### Compositeur
- 2005 : Zim and Co. de Pierre Jolivet (bande originale cosignée avec Sacha Sieff)
- 2012 : Mains armées de Pierre Jolivet (bande originale cosignée avec Sacha Sieff)

## Théâtre
- 2003 : Le Grand Vizir et Les Innocentines de René de Obaldia, mise en scène Arlette Thomas, Les Cinq Diamants
- 2010 : Bal Trap de Xavier Durringer, mise en scène Adrien Jolivet, théâtre de l'Aire Falguière
- 2014 : État de siège d'Albert Camus, mise en scène Charlotte Rondelez, Théâtre de Poche Montparnasse

## Distinctions
En 2006, Adrien a été nommé pour le César du meilleur espoir masculin pour le rôle principal de Victor Zimbietrovski dit Zim dans Zim and Co.